# Charlie Brown
Charles "Charlie" Brown è il personaggio principale della striscia a fumetti Peanuts, di Charles M. Schulz.

## Caratteristiche
Sempre chiamato dagli altri personaggi per nome e cognome (con poche eccezioni), è un bambino di scuola elementare timido, mite e maldestro, che ha alcuni amici ma è spesso solitario. È famoso come personaggio eternamente perdente in tutto ciò in cui si cimenta, ma Schulz in realtà gli riserva qualche occasionale soddisfazione. Resta in ogni caso ammirevole la tenacia con cui ritenta sempre, nonostante le sconfitte. È allenatore e capitano di una squadra di baseball che non vince mai, non sa far volare gli aquiloni (che regolarmente cadono nei luoghi più impensati), è innamorato di una ragazzina dai capelli rossi cui non ha nemmeno il coraggio di presentarsi. E tuttavia è buono, altruista, sincero, responsabile.
Ha una sorellina, Sally, che spesso approfitta della sua disponibilità, è molto amico di Linus ed è spesso vittima delle angherie o delle prese in giro di Lucy (anche nella sua veste di presunta psichiatra). Indossa sempre una maglietta con una greca nera a zig-zag e pantaloncini scuri (più raramente porta i pantaloni lunghi).
Il personaggio, come numerosi altri dei Peanuts, ha avuto un periodo di rapida crescita e assestamento nei primi quattro o cinque anni dalla comparsa, per poi rimanere sostanzialmente invariato, sia nell'età sia nelle caratteristiche.
Nelle prime pubblicazioni in Italia il suo nome era Pierino (come anche il titolo della striscia) o occasionalmente Carletto.